# Yūki Okada (Fußballspieler, 1983)
Yūki Okada (japanisch 岡田 佑樹 Okada Yūki; * 4. Oktober 1983 in der Präfektur Shizuoka) ist ein ehemaliger japanischer Fußballspieler.

## Karriere
Okada erlernte das Fußballspielen in der Schulmannschaft der Fujieda Higashi High School. Seinen ersten Vertrag unterschrieb er 2002 bei den Chuo Bohan SC. 2003 wechselte er zum Zweitligisten Consadole Sapporo. Für den Verein absolvierte er 80 Ligaspiele. 2008 wechselte er zum Drittligisten Tochigi SC. 2008 wurde er mit dem Verein Vizemeister der Japan Football League und stieg in die J2 League auf. Für den Verein absolvierte er 87 Ligaspiele. 2011 wechselte er zum Ligakonkurrenten Mito HollyHock. Für den Verein absolvierte er 36 Ligaspiele. 2013 wechselte er zum Drittligisten Fujieda MYFC. Ende 2013 beendete er seine Karriere als Fußballspieler.